# Svatý synod Konstantinopolského patriarchátu
Svatý synod (řecky Αγία και Ιερά Σύνοδος) je nejvyšší zákonodárný, soudní a výkonný orgán Konstantinopolského patriarchátu. Kromě předsedajícího patriarchy jej tvoří 12 biskupů, z nichž šest je voleno na dobu jednoho roku a zbytek na šest měsíců.
Mezi pravomoci synodu patří volba biskupů, všeobecný dohled nad životem monastýrů včetně hory Athos či péče o kandidáty kněžství. Schází se ve Feneru 3x týdně. Pod Svatým synoden je synodní úřad v čele s metropolitou.